# Pneumatostega
Pneumatostega is een geslacht van uitgestorven rhytidosteïde temnospondyle Batrachomorpha (basale 'amfibieën') uit het Vroeg-Trias van de Kaapprovincie van Zuid-Afrika. Het is bekend van het holotype BPI F981, een dorsale mal van een schedeldak en van het toegewezen exemplaar SAM 11188, gedeeltelijke schedelfragmenten en postcraniale resten die zijn gevonden in de Lystrosaurus Assemblage Zone in de Beaufortgroep bij Middelburg. Dit geslacht werd in 1979 benoemd door John William Cosgriff en John Mark Zawiskie.
De typesoort is Pneumatostega potamia. De geslachtsnaam betekent 'luchtdak'. De soortaanduiding betekent 'rivieren', een verwijzing naar zowel de vindplaats Two Rivers als de habitat van de soort.
De schedel, met het profiel van een gelijkzijdige driehoek en twaalf centimeter lang, heeft bovenop een sterke ornamentering van hoog opstaande bultjes die gezien werd als een aanpassing om via de schedelhuid zuurstof op te nemen.
Pneumatostega werd als nauw verwant gezien aan Deltasaurus.